# Driekoningenkerk (Schaarbeek)
De Driekoningenkerk (Frans: Église de l'Épiphanie) is een rooms-katholiek kerkgebouw te Schaarbeek, gelegen aan Genèvestraat 470.
In 1962 kocht de parochie van Sint-Theresia reeds de grond voor de bouw van een nieuw kerkgebouw. In 1974 startten de werkzaamheden en pas in 1984 was het gebouw voltooid. Architect was Marcel Reymen. De kerk maakt onderdeel uit van een complex dat ook appartementen, een kapel, een ondergrondse parkeergarage en winkels omvat.
De eigenlijke kerk is een modernistisch bouwwerk waarin beton, hout en baksteen zijn verwerkt. De sobere kerk heeft een plat dak en een toren ontbreekt.